# Ilhas Babar
As ilhas Babar são um arquipélago das Pequenas Ilhas da Sonda, na Indonésia.
Administrativamente, o arquipélago faz parte da província indonésia das Ilhas Molucas. Situam-se entre as latitudes 7°31' S e 8°13' S e longitudes 129°30' E e 130°05' E. As ilhas principais são:
- Babar
- Masela
- Wetan
- Dai
- Daweloor
- Dawera

A maior das ilhas é Babar, com um diâmetro de pouco mais de 30 km e uma altitude máxima de 833 m. A ilha Babar é coberta por floresta subtropical. Entre Dezembro e Abril a chuva é tão abundante que o milho, bananas, mandioca e arroz vermelho crescem abundantemente, sem irrigação.